# Angelus (pintura)
Angelus é uma pintura do artista francês Jean-François Millet. Com 60 cm de altura e 55,85 cm de largura, a obra é datada do período de 1857-1859. Após a morte de Millet, a obra foi vendida para diversos colecionadores, dentre eles o filantropo e mecenas Alfred Chauchard (1821-1909), pagando pela obra 800.000 francos, uma vez que o Estado Francês não conseguiu despender os 553.000 pedidos pela obra antes disso (in Guia de Visita do Museu D’Orsay, Português, p. 10/11). Em 1910, Angelus tornou-se parte da coleção do Museu do Louvre, porém, em 1986, a pintura foi transferida para o Museu d'Orsay, em Paris, onde ainda permanece exposta. 
“Angelus” que melhor exprime o compromisso do pintor com o movimento realista. Jean-François Millet mostra dois camponeses rezando, agradecendo pela colheita obtida através do suor e do esforço de muitos dias. Como as obras de Millet mostram paisagens bucólicas, num clima de meditação e agradecimento. Nesta famosa pintura, um homem e uma mulher em pé, em uma postura de reverência, na Hora do Angelus. Ele de cabeça baixa, segurando o chapéu, ela leva as mãos ao peito num sinal de devoção. A obra foi feita com tons escuros e recursos de sombreamento, o que tornam o momento da oração ainda mais profundo. O espectador parece de deparar com um momento de silêncio, tal como se ele próprio também tivesse que ficar quieto em sinal de respeito. A obra recebe o nome de “Angelus” em homenagem a oração que tem esse mesmo nome e que foi feita em homenagem ao momento em que o anjo Gabriel anuncia à virgem Maria que ela está grávida. 
O Angelus é uma prática religiosa, realizada em devoção à Imaculada Conceição, repetida três vezes ao dia, de manhã, ao meio dia e ao entardecer. Segundo o site do Museu d’Orsay, onde a obra pode ser vista, Millet explicou que essa posição foi inspirada em sua avó, que sempre rezava quando ouvia os sinos da igreja badalando no fim do dia de trabalho. 
Mais tarde, Salvador Dalí viu uma impressão deste quadro em sua escola e insistiu que se tratava de uma cena fúnebre, não de um ritual de oração e que o casal era retratado rezando e chorando por seu filho morto. Embora esta fosse uma visão impopular, o museu do Louvre, por sua insistência, fez uma radiografia do quadro, mostrando uma pequena forma geométrica pintada de forma impressionante, semelhante a um caixão junto à cesta. Parece possível que Millet pintou originalmente um enterro - talvez uma versão rural do famoso quadro Um Funeral em Ornans (1850) de Courbet - mas depois o converteu em uma recitação do Angelus, completa com uma torre sineira visível da igreja. 
Além de Dalí, Van Gogh também se sentiu especialmente inspirado pelo quadro, de modo que o reproduziu em um desenho feito a lápis, aquarela e giz, o denominando de "L'Angelus", com traços enérgicos e expressivos, característicos do autor. 